# Mickey's Club
Mickey's Club (originele titel Disney's House of Mouse) is een Amerikaanse animatieserie, geproduceerd door Walt Disney Television. De serie werd in de nagesynchroniseerde vorm uitgezonden in Nederland op SBS6, Net5 en in België op Ketnet.
Mickey's Club is de opvolger van de serie Mickey Mouse Works, waar ook filmpjes uit afkomstig zijn die in Mickey's Club te zien zijn. De serie werd geproduceerd in breedbeeld HD-formaat, maar werd in Nederland uitgezonden in het (destijds standaard) 4:3-formaat. De serie dient vooral als middel voor het vertonen van modernere korte filmpjes van bekende Disneyfiguren Mickey Mouse, Donald Duck, Pluto en Goofy.

## Opzet
In de serie runnen Mickey Mouse en zijn vrienden een nachtclub, waar elke avond Disneycartoons worden vertoond. Deze cartoons zijn meestal nieuwere filmpjes zoals ook eerder te zien waren in Mickey Mouse Works, maar bij uitzondering ook klassieke filmpjes uit de latere jaren (jaren vijftig). Het vertonen van deze cartoons staat centraal in elke aflevering. De verdere gebeurtenissen in de club vormen een soort raamvertelling hieromheen.
Mickey Mouse is eigenaar van de club, met Donald Duck als mede-eigenaar. Minnie Mouse regelt de financiën en de productie van de show. Katrien Duck werkt als receptioniste, Goofy Goof als ober, Pluto de hond als mascotte, Karel Paardepoot als technicus, Gijs Gans als kok, Clarabella Koe als journaliste en Max Goof als parkeerhulp. Kwik, Kwek en Kwak Duck vormen een band die tussen de cartoons door geregeld een optreden geeft in de club.
En Ludwig von Drakenstein is de wetenschapper, die vaak wetenschappelijke feiten vertelt.
Mickey en Co. worden tegengewerkt door Boris Boef, die eigenaar is van de grond waar de club op is gebouwd. Hij wil de club laten sluiten, maar dat mag volgens het contract alleen indien de show niet langer door kan gaan.
Opvallend is dat veel bekende personages uit Disneyfilms een gastrol hebben in de serie, zoals die uit Aladdin, De Leeuwenkoning en De kleine zeemeermin. De meeste van deze personages hebben enkel een cameo als bezoeker van de club, maar sommigen spelen een grote rol in het verhaal van een aflevering.
Sommige afleveringen hebben een specifiek thema en tonen dan ook cartoons die allemaal met dit thema te maken hebben.
Mickey's Club heeft naast de serie ook 2 Disney Films, Mickey krijgt schurken op bezoek en Ingesneeuwd in Mickey's Club.

## Cast
De stemmen van Disneypersonages die een gastrol hebben in een of meerdere afleveringen worden grotendeels ingesproken door de acteurs die de stemmen van deze personages verzorgden in de films. Omdat in elke aflevering andere personages centraal staan, kent de serie een groot aantal gastacteurs. De vaste cast bestaat uit:
| Personage               | Stemacteur        | Stemacteur            |
| ----------------------- | ----------------- | --------------------- |
| Mike de Microfoon       | Rod Roddy         | Kas van Iersel        |
| Mickey Mouse            | Wayne Allwine     | Paul Groot            |
| Donald Duck             | Tony Anselmo      | Anita Heilker         |
| Minnie Mouse            | Russi Taylor      | Barbara Dicker        |
| Katrien Duck            | Tress MacNeille   | Laura Vlasblom        |
| Goofy Goof              | Bill Farmer       | Stan Limburg          |
| Pluto de hond           | Bill Farmer       | Reinder van der Naalt |
| Kwik, Kwek en Kwak Duck | Tony Anselmo      | Laura Vlasblom        |
| Max Goof                | Jason Marsden     | Job Bovelander        |
| Clarabella Koe          | April Winchell    | Lucie de Lange        |
| Boris Boef              | Jim Cummings      | Jan Anne Drenth       |
| Ludwig von Drakenstein  | Corey Burton      | Reinder van der Naalt |
| Cruella de Vil          | Susanne Blakeslee | Marjolijn Touw        |
| Timon                   | Kevin Schon       | David Verbeeck        |
| Pumbaa                  | Ernie Sabella     | Door Van Boeckel      |
| Jafar                   | Jonathan Freeman  | Just Meijer           |